# Coupe de France de futsal 2016-2017
Navigation
2015-2016 2017-2018
La Coupe de France de futsal 2016-2017 est la vingt-troisième édition de la compétition et se déroule en France entre février et juin 2017 pour sa phase finale.
De septembre 2016 à janvier 2017, chaque ligue régionale de football organise ses qualifications pour déterminer un certain nombre de représentants. Les équipes de Division 2 intègrent la compétition lors des finales régionales. Celles-ci permettent de désigner les 52 équipes pouvant prendre part au 32e de finale en compagnie des équipes de Division 1.
Cette édition 2016-2017 présente une situation inédite avec une finale opposant deux clubs de Division d'honneur, après avoir chacun éliminé plusieurs équipes de Division 1 ou 2, pour la première finale de chaque équipe. La compétition est remportée par l'ACCES FC, champion d'Île-de-France, face au Sporting Strasbourg, sixième de DH d'Alsace. Le tenant du titre Kremlin-Bicêtre Utd est éliminé au stade des huitièmes de finale. Sur le plan sportif, le tournoi confirme la domination des équipes d'Île-de-France avec un huitième titre consécutif.

## Organisation
La 23e édition de la coupe nationale est disputée par 736 clubs. Les clubs de D2 entrent en lice pour les finales régionales (organisés par chaque ligue régionale). Ceux de D1 entrent au tour suivant, en 32e de finale.
| Tour                              | Date                   | Participants       | Qualifiés          |
| Phase éliminatoire                | Phase éliminatoire     | Phase éliminatoire | Phase éliminatoire |
| --------------------------------- | ---------------------- | ------------------ | ------------------ |
| Tours locaux                      | sept. - déc. 2016      | 736                | -                  |
| Entrée des 20 clubs de Division 2 |                        |                    |                    |
| Finales régionales                |                        | ?                  | 52                 |
| Entrée des 12 clubs de Division 1 |                        |                    |                    |
| 32e de finale                     | samedi 11 février 2017 | 64                 | 32                 |
| Phase finale                      |                        |                    |                    |
| 16e de finale                     | samedi 4 mars          | 32                 | 16                 |
| 8e de finale                      | samedi 25 mars         | 16                 | 8                  |
| Quarts de finale                  | samedi 15 avril        | 8                  | 4                  |
| Demi-finales                      | samedi 13 mai          | 4                  | 2                  |
| Finale                            | samedi 10 juin         | 2                  | -                  |

## Phase éliminatoire
| D1 | club de Division 1                |
| D2 | club de Division 2                |
| R  | club de championnat régional      |
| d  | club de championnat départemental |

### Trente-deuxièmes de finale
| Résultats des 32e de finales,   | Résultats des 32e de finales, | Résultats des 32e de finales, |
| Domicile                        | Score                         | Extérieur                     |
| ------------------------------- | ----------------------------- | ----------------------------- |
| Bastia Agglo (D1)               | 9 - 4                         | Roubaix AFS (D1)              |
| ACCES FC (R)                    | 10 - 5                        | Champs Futsal (D2)            |
| Lomme Futsal (d)                | 5 - 3                         | Compiègne FC (R)              |
| Fameck ES (d)                   | 3 - 6                         | Évry Diamant (R)              |
| Lille Futsal (R)                | 4 - 5                         | Faches Thumesnil (D2)         |
| St Jean de la Ruelle FCO (R)    | 10 - 2                        | La Ruche Deville (R)          |
| Dombasle FC (d)                 | 2 - 6                         | Béthune Futsal (D1)           |
| Hombourg Avenir Horizon (R)     | 0 - 15                        | Paris ACASA (D2)              |
| Sporting Strasbourg (R)         | 7 - 4                         | Roubaix FA (D2)               |
| Stockfeld Futsal (R)            | 9 - 5                         | Reims Métropole (R)           |
| Nancy Rene II AJS (d)           | 3 - 5                         | Cambrai Futsal (R)            |
| Creutzwald SR (d)               | 2 - 6                         | Orchies Douai (D1)            |
| Besançon Sporting (R)           | 3 - 6                         | Clenay FCVN (D2)              |
| Dijon Olympique (R)             | 11 - 13 ap                    | Échirolles Picasso (D1)       |
| Lyonnaise Antoine Martel AS (R) | 8 - 2                         | Attainville FC (R)            |
| Kingersheim Futsal (D2)         | 2 - 8                         | Kremlin-Bicêtre (D1)          |
| Montceau Team Futsal (d)        | 5 - 4                         | Pfastatt Futsal (D2)          |
| FC Chavanoz (R)                 | 4-4 t. a. b. 1-2              | Toulon Élite (D1)             |
| Marseille St-Henri (R)          | 7 - 4                         | Vaulx en Velin (R)            |
| Lyon Footzik (D2)               | 3 - 2                         | Beaucaire Futsal (D2)         |
| Furiani UJS (R)                 | 1 - 6                         | Montpellier Méditerranée (D1) |
| Venissieux Minguettes (R)       | 5 - 4                         | Narbonne Futsal (R)           |
| Montamise FC (R)                | 2 - 3                         | Bruguieres SC (D1)            |
| Nantes C'West (D2)              | 9 - 4                         | Toulouse UJS 31 (D2)          |
| Plaisance All Stars (D2)        | 2 - 4                         | Nantes Erdre (D1)             |
| Pessac USC (R)                  | 5 - 1                         | Niort Athletic FC (R)         |
| Bègles Futsal (R)               | 6 - 3                         | L'Ouverture (R)               |
| Nantes Bela (D2)                | 4 - 3                         | ASC Garges Djibson (D1)       |
| Le Mans Futsal (R)              | 2 - 9                         | Sporting Paris (D1)           |
| Cesson Celta (R)                | 5 - 8                         | Allonnes JS (d)               |
| Rennes TA (R)                   | 8 - 3                         | Merdrignac CS (R)             |
| Étoile lavalloise FC (D2)       | 5 - 4                         | Hérouville Futsal (D2)        |

## Phase finale

### Tableau
|  | 1/16 de finale       | 1/16 de finale |  |  | 1/8 de finale        | 1/8 de finale |                   |          | Quarts de finale | Quarts de finale |  |  | Demi-finales | Demi-finales |  |  | Finale | Finale |
|  |                      |                |  |  |                      |               |                   |          |                  |                  |  |  |              |              |  |  |        |        |
|  | Stockfeld Futsal     | 2              |  |  |                      |               |                   |          |                  |                  |  |  |              |              |  |  |        |        |
|  | ACCES FC             | 6              |  |  | ACCES FC             | 6             |                   |          |                  |                  |  |  |              |              |  |  |        |        |
|  | Martel Caluire F.    | 7              |  |  | Martel Caluire F.    | 2             |                   |          |                  |                  |  |  |              |              |  |  |        |        |
|  | St-Henri FC          | 0              |  |  |                      |               |                   | ACCES FC | 7                |                  |  |  |              |              |  |  |        |        |
|  | Lomme Futsal         | 8              |  |  | Béthune Futsal       | 3             |                   |          |                  |                  |  |  |              |              |  |  |        |        |
|  | Bastia AF            | 2              |  |  | Lomme Futsal         | 5             |                   |          |                  |                  |  |  |              |              |  |  |        |        |
|  | SC Paris             | 2              |  |  | Béthune Futsal       | 10            |                   |          |                  |                  |  |  |              |              |  |  |        |        |
|  | Béthune Futsal       | 3              |  |  |                      |               |                   | ACCES FC | 7                |                  |  |  |              |              |  |  |        |        |
|  | Rennes TA            | 2              |  |  | Étoile lavalloise FC | 1             |                   |          |                  |                  |  |  |              |              |  |  |        |        |
|  | Bruguières SC        | 4              |  |  | Bruguières SC        | 4             |                   |          |                  |                  |  |  |              |              |  |  |        |        |
|  | Orchies-Douai        | 0              |  |  | Nantes C'West        | 4             |                   |          |                  |                  |  |  |              |              |  |  |        |        |
|  | Nantes C'West        | 3              |  |  |                      |               | Nantes C'West     | 3        |                  |                  |  |  |              |              |  |  |        |        |
|  | USC Pessac           | 1              |  |  | Étoile lavalloise FC | 5             |                   |          |                  |                  |  |  |              |              |  |  |        |        |
|  | Étoile lavalloise FC | 9              |  |  | Étoile lavalloise FC | 7             |                   |          |                  |                  |  |  |              |              |  |  |        |        |
|  | AJM Faches-T.        | 6              |  |  | AJM Faches-T.        | 5             |                   |          |                  |                  |  |  |              |              |  |  |        |        |
|  | Clénay FCVN          | 5              |  |  |                      |               |                   | ACCES FC | 5                |                  |  |  |              |              |  |  |        |        |
|  | Cambrai Futsal       | 3              |  |  | Sporting Strasbourg  | 3             |                   |          |                  |                  |  |  |              |              |  |  |        |        |
|  | Sport. Strasbourg    | 5              |  |  | Sport. Strasbourg    | 8             |                   |          |                  |                  |  |  |              |              |  |  |        |        |
|  | St-Jean-de-la-Ruelle | 0              |  |  | Kremlin-Bicêtre      | 5             |                   |          |                  |                  |  |  |              |              |  |  |        |        |
|  | KB United            | 4              |  |  |                      |               | Sport. Strasbourg | 5        |                  |                  |  |  |              |              |  |  |        |        |
|  | Montceau TMF         | 3              |  |  | Nantes EF            | 3             |                   |          |                  |                  |  |  |              |              |  |  |        |        |
|  | AS Minguettes        | 5              |  |  | AS Minguettes        | 4             |                   |          |                  |                  |  |  |              |              |  |  |        |        |
|  | Bègles Futsal        | 5              |  |  | Nantes EF            | 7             |                   |          |                  |                  |  |  |              |              |  |  |        |        |
|  | Nantes EF            | 6              |  |  |                      |               | Sport. Strasbourg | 10       |                  |                  |  |  |              |              |  |  |        |        |
|  | FCP Échirolles       | 0              |  |  | Toulon ÉF            | 4             |                   |          |                  |                  |  |  |              |              |  |  |        |        |
|  | Montpellier MF       | 14             |  |  | Montpellier MF       | 0             |                   |          |                  |                  |  |  |              |              |  |  |        |        |
|  | Toulon ÉF            | 7              |  |  | Toulon ÉF            | 3             |                   |          |                  |                  |  |  |              |              |  |  |        |        |
|  | Lyon Footzik         | 5              |  |  |                      |               | Toulon ÉF         | 4        |                  |                  |  |  |              |              |  |  |        |        |
|  | Diamant Futsal       | 1              |  |  | Nantes Bela          | 2             |                   |          |                  |                  |  |  |              |              |  |  |        |        |
|  | Paris ACASA          | 5              |  |  | Paris ACASA          | 8             |                   |          |                  |                  |  |  |              |              |  |  |        |        |
|  | Nantes Bela          | 12             |  |  | Nantes Bela          | 9             |                   |          |                  |                  |  |  |              |              |  |  |        |        |
|  | JS Allonnes          | 3              |  |  |                      |               |                   |          |                  |                  |  |  |              |              |  |  |        |        |

### Seizièmes de finale
Le seul duel de Division 1 des 16e de finale respecte la hiérarchie du classement du championnat au moment du match (Béthune 4e devançant le Sporting Paris 7e). Ce dernier, quintuple vainqueur de l’épreuve, est éliminé à domicile après prolongations (2-3 ap). Le Kremlin-Bicêtre, tenant du trophée, s’impose à Saint-Jean-de-la-Ruelle (DH, 4-0), et se pose en candidat à un troisième sacre dans la compétition, après 2014 et 2016. Les Héraultais de Montpellier Méditerranée, alors leaders de la D1 bien que promus, impressionnent en l’emportant 14 à 0 dans la salle de Picasso Échirolles (8e du championnat), alors que la qualification de Toulon EF (5e) se révèle plus difficile (7-5) face à Lyon Footzik (D2).
| Résultats des 16e de finales,   | Résultats des 16e de finales, | Résultats des 16e de finales, |
| Domicile                        | Score                         | Extérieur                     |
| Groupe A                        | Groupe A                      | Groupe A                      |
| ------------------------------- | ----------------------------- | ----------------------------- |
| St-Jean-de-la-Ruelle FCO (R)    | 0 - 4                         | Kremlin-Bicêtre (D1)          |
| Lomme Futsal (d)                | 8 - 2                         | Bastia AF (D1)                |
| Évry Diamant (R)                | 1 - 5                         | Paris ACASA (D2)              |
| Orchies-Douai (D1)              | 0 - 3                         | Nantes C'West (D2)            |
| Groupe B                        |                               |                               |
| Sporting Paris (D1)             | 2 - 3 ap                      | FC béthunois (D1)             |
| Cambrai Futsal (R)              | 3 - 5                         | Sporting Strasbourg (R)       |
| Stockfeld Futsal (R)            | 2 - 6                         | ACCES FC (R)                  |
| AJM Faches-Thumesnil (D2)       | 6 - 5                         | Clénay FCVN (D2)              |
| Groupe C                        |                               |                               |
| Montceau Team Futsal (d)        | 3 - 5                         | Venissieux Minguettes AS (R)  |
| Échirolles Picasso (D1)         | 0 - 14                        | Montpellier Méditerranée (D1) |
| Lyonnaise Antoine Martel AS (R) | 7 - 0                         | Marseille Saint-Henri (R)     |
| Toulon Élite (D1)               | 7 - 5                         | Lyon Footzik (D2)             |
| Groupe D                        |                               |                               |
| Pessac USC (R)                  | 1 - 9                         | Étoile lavalloise FC (D2)     |
| Nantes Bela (D2)                | 12 - 3                        | Allonnes JS (d)               |
| Rennes TA (R)                   | 2 - 4                         | Bruguières SC (D1)            |
| Bègles Futsal (R)               | 5 - 6                         | Nantes Erdre (D1)             |

### Huitièmes de finale
Le Kremlin-Bicêtre (D1), tenant du trophée, se déplace en Alsace pour y affronter le Sporting Strasbourg (Ligue). Le seul choc entre formations de Division 1 oppose Montpellier Méditerranée (alors leader du championnat) au Toulon Élite (5e).
Le Sporting Strasbourg, club de Division d'Honneur, signe l'exploit des 8es de finale en éliminant à domicile (8-5) le Kremlin-Bicêtre (D1), tenant du titre. Les trois clubs nantais en lice (Nantes Bela, Nantes Erdre et Nantes C West) continuent aussi l'aventure. Dans le seul duel de D1, Montpellier Méditerranée l'emporte largement (10 à 1) mais le MMF perd par pénalité (0-3).
| Domicile                  | Score            | Extérieur                               |
| ------------------------- | ---------------- | --------------------------------------- |
| Bruguières SC (D1)        | 4-4 t. a. b. 0-2 | Nantes C'West (D2)                      |
| Montpellier MF (D1)       | 0 - 3            | Toulon Élite (D1)                       |
| Paris ACASA (D2)          | 8 - 9            | Nantes Bela (D2)                        |
| ACCES FC (R)              | 6 - 2            | Lyonnaise Antoine Martel Caluire AS (R) |
| Lomme Futsal (d)          | 5 - 10           | FC béthunois (D1)                       |
| Étoile lavalloise FC (D2) | 7 - 5            | AJM Faches-Thumesnil (D2)               |
| Vénissieux Minguettes (R) | 4 - 7 ap         | Nantes Erdre (D1)                       |
| Sporting Strasbourg (R)   | 8 - 5            | Kremlin-Bicêtre (D1)                    |

### Quarts de finale
Sur les huit équipes en lice à l'occasion des quarts de finale de la Coupe nationale, trois représentent le futsal nantais. Et aucune d'entre elles ne s'affronte lors de ce tour. Nantes Erdre, pensionnaire du championnat de D1 (10e), se rend chez le Sporting Strasbourg, 6e de la DH alsacienne mais auteur d'un exploit face au Kremlin-Bicêtre au tour précédent. Nantes Bela, leader du groupe A de D2, est attendu chez le Toulon Élite (4e de D1). Nantes C'West (7e de D2 grp B) reçoit l'Étoile lavalloise (4e D, grp B), quatrième représentant de la Ligue des Pays de la Loire. Le dernier match met face à face l'ACCES FC (leader de la DH Paris-IdF) au FC béthunois (5e D1).
Le Sporting Strasbourg et l'Acces FC (DH) créent la surprise en éliminant leur adversaire de D1, respectivement Nantes Erdre (5-3) et Béthune (7-3). Le Étoile lavalloise FC (D2) obtient son billet en dominant Nantes C'West Futsal (D2).
| Domicile                | Score | Extérieur                 |
| ----------------------- | ----- | ------------------------- |
| Toulon Élite (D1)       | 4 - 2 | Nantes Bela (D2)          |
| Sporting Strasbourg (R) | 5 - 3 | Nantes Erdre (D1)         |
| Nantes C'West (D2)      | 3 - 5 | Étoile lavalloise FC (D2) |
| ACCES FC (R)            | 7 - 3 | FC béthunois (D1)         |

### Demi-finales
Respectivement opposés à l'Étoile lavalloise FC (D2) et à Toulon Élite (D1), l'ACCES FC et le Sporting Strasbourg, équipes régionales, créent la sensation en se qualifiant pour la finale. Avec ses deux internationaux tricolores, Kamel Hamdoud et Abdessamad Mohammed, et son entraîneur chevronné Marcelo Serpa, le club francilien (leader du championnat DH de la Ligue Paris-Île-de-France) montre, face au 4e du groupe A de Division 2, l'étendue de son potentiel (7-1). Strasbourg (6e de son championnat) réalise un nouvel exploit face au Toulon Élite (5e de D1) en dominant les Varois (10-4) et élimine un troisième club de D1.
| Domicile                | Score  | Extérieur                 |
| ----------------------- | ------ | ------------------------- |
| ACCES FC (R)            | 7 - 1  | Étoile lavalloise FC (D2) |
| Sporting Strasbourg (R) | 10 - 4 | Toulon Élite (D1)         |

### Finale
| Titulaires :  |                         |  |
|               |                         |  |
| 1             | Megrous                 |  |
| 5             | Louis Alexandre Pezeron |  |
| 9             | Mustapha Otmani         |  |
| 10            | Zaheir                  |  |
| 11            | Abdessamad Mohammed     |  |
|               |                         |  |
| Entraîneur :  |                         |  |
| Marcelo Serpa |                         |  |

| Titulaires : |                   |  |
|              |                   |  |
| 1            | Govi              |  |
| 4            | Kada El Messaoudi |  |
| 5            | Aladin Klein      |  |
| 10           | Rachid Djemaoun   |  |
| 11           | Dussot            |  |
|              |                   |  |
| Entraîneur : |                   |  |
| Toufik Jelti |                   |  |

| Titulaires :  |                         |  |
|               |                         |  |
| 1             | Megrous                 |  |
| 5             | Louis Alexandre Pezeron |  |
| 9             | Mustapha Otmani         |  |
| 10            | Zaheir                  |  |
| 11            | Abdessamad Mohammed     |  |
|               |                         |  |
| Entraîneur :  |                         |  |
| Marcelo Serpa |                         |  |

| Titulaires : |                   |  |
|              |                   |  |
| 1            | Govi              |  |
| 4            | Kada El Messaoudi |  |
| 5            | Aladin Klein      |  |
| 10           | Rachid Djemaoun   |  |
| 11           | Dussot            |  |
|              |                   |  |
| Entraîneur : |                   |  |
| Toufik Jelti |                   |  |

## Synthèse

### Nombre d'équipes par division et par tour
| Divisions \ Manches | 32es de finale | 16es de finale | 8es de finale | Quarts de finale | Demi-finales  | Finale        | Vainqueur     |
| ------------------- | -------------- | -------------- | ------------- | ---------------- | ------------- | ------------- | ------------- |
| Division 1 (D1)     | 12             | 8              | 6             | 3                | 1             | aucune équipe | aucune équipe |
| Division 2 (D2)     | 15             | 9              | 5             | 3                | 1             | aucune équipe | aucune équipe |
| Régional (R)        | 30             | 12             | 4             | 2                | 2             | 2             | 1             |
| Départemental (d)   | 7              | 3              | 1             | aucune équipe    | aucune équipe | aucune équipe | aucune équipe |
| Total               | 64             | 32             | 16            | 8                | 4             | 2             | 1             |

### Parcours des clubs de D1 et D2
Les douze clubs de Division 1 entrent dans la compétition en 32es de finale. Les vingt équipes de D2 le font au tour précédent, les finales régionales.
| Clubs                    | Tour atteint     |
| ------------------------ | ---------------- |
| Clénay FCVN              | 16es de finale   |
| Lyon Footzik Futsal      | 16es de finale   |
| UJS Toulouse             | 32es de finale   |
| Kingersheim Futsal       | 32es de finale   |
| Plaisance All-Stars      | 32es de finale   |
| Beaucaire Futsal         | 32es de finale   |
| Pfastatt Futsal          | 32es de finale   |
| Paris Métropole          | finale régionale |
| Pont-de-Claix Futsal     | finale régionale |
| Montpellier Agglo Futsal | finale régionale |

| Clubs                | Tour atteint     |
| -------------------- | ---------------- |
| Étoile lavaloise     | Demi-finale      |
| Nantes Bela Futsal   | Quarts-de-finale |
| Nantes C'West        | Quarts-de-finale |
| AJM Faches-Thumesnil | 8es de finale    |
| Paris ACASA          | 8es de finale    |
| Hérouville Futsal    | 32es de finale   |
| Champs Futsal Club   | 32es de finale   |
| Boubaix FA           | 32es de finale   |
| Bagneux Futsal       | finale régionale |
| Châtaigneraie Futsal | finale régionale |

| Clubs                           | Tour atteint     |
| ------------------------------- | ---------------- |
| Toulon ÉF                       | Demi-finale      |
| Béthune Futsal Club             | Quarts-de-finale |
| Nantes Erdre Futsal             | Quarts-de-finale |
| Bruguières SC                   | 8es de finale    |
| Kremlin-Bicêtre United T        | 8es de finale    |
| Montpellier Méditerranée Futsal | 8es de finale    |
| Bastia Agglo Futsal             | 16es de finale   |
| Orchies Douai                   | 16es de finale   |
| Picasso Échirolles              | 16es de finale   |
| Sporting Club de Paris          | 16es de finale   |
| Garges Djibson ASC              | 32es de finale   |
| Roubaix AFS                     | 32es de finale   |

### Clubs nationaux éliminés par des clubs de niveau inférieurs
| Club national             | Adversaire               | Tour            |
| ------------------------- | ------------------------ | --------------- |
| Roubaix FA (D2)           | Sporting Strasbourg (R)  | 32es de finale  |
| Kremlin-Bicêtre (D1)      | Sporting Strasbourg (R)  | 8es de finale   |
| Nantes Erdre (D1)         | Sporting Strasbourg (R)  | Quart de finale |
| Toulon Élite (D1)         | Sporting Strasbourg (R)  | Demi-finale     |
| Champs Futsal (D2)        | ACCES FC (R)             | 32es de finale  |
| FC béthunois (D1)         | ACCES FC (R)             | Quart de finale |
| Étoile lavalloise FC (D2) | ACCES FC (R)             | Demi-finale     |
| Orchies-Douai (D1)        | Nantes C'West (D2)       | 16es de finale  |
| Bruguières SC (D1)        | Nantes C'West (D2)       | 8es de finale   |
| Pfastatt Futsal (D2)      | Montceau Team Futsal (d) | 32es de finale  |
| ASC Garges Djibson (D1)   | Nantes Bela (D2)         | 32es de finale  |
| Bastia AF (D1)            | Lomme Futsal (d)         | 16es de finale  |